# Eight Legged Freaks
Eight Legged Freaks (bra: Malditas Aranhas!; prt: Arac Attack - Tarados de Oito Pernas ou Arac Attack - Tarados de Oito Patas ou Tarados de Oito Patas) é um filme australo-estadunidense de 2002, dirigido por Ellory Elkayem, com roteiro de Randy Kornfield, Jesse Alexandere e do próprio Elkayem sobre uma coleção de aranhas que, expostas a resíduos nucleares, começam a crescer descontroladamente.

## Enredo
Em uma pequena cidade mineira e sem prosperidade do Arizona, um caminhoneiro dirige pela calma e silenciosa rodovia que corta a cidade, transportando uma carga de resíduos tóxicos e radioativos. Em um momento da rodovia, ele desvia para fora da rodovia para evitar matar um coelho, e assim, acaba soltando um dos barris que estava preso na carga. Esse barril, que também contém resíduo radioativo e tóxico, vai parar em um lago da área rural da cidade, onde vive uma pequena população de insetos vivos. Como a cidade é escassa e pouco populosa, ninguém percebe a poluição tóxica e radioativa causada pelo barril. As toxinas começam poluindo o lago e os arredores. Depois de uma semana, um exótico colecionador de aranhas que mora nas redondezas chamado Josué, faz uma visita ao lago a fim de recolher grilos e outros insetos para alimentar as suas aranhas. Apesar de perceber que o lago está completamente poluído por resíduos tóxicos e radioativos, ele alimenta suas aranhas com os insetos contaminados e apenas avisa a polícia local sobre a grave contaminação. 
Depois de mais uma semana, um jovem rapaz chamado Mike Parker vai até a casa de Josué lhe fazer uma visita. Josué, o colecionador de aranhas, está animado para mostrar a Mike o quanto suas aranhas têm crescido, e declara que finalmente ele recebeu uma nova espécie de aranha de origem do Brasil: uma enorme aranha feminina da espécie Orb Weaver chamada Consuela e também cerca de uma dúzia de homens, que trazem o alimento vivo para Consuela para ganhar sua confiança e o direito de companheiro. Depois de Mike foras, Josué é mordido por uma tarântula escapou e é conduzida em um frenesi e cai sobre um grupo de gaiolas aranha de vidro. Ele está envolvido em breve e as aranhas têm seu lar na sua loja, crescendo cada vez maiores antes de se dirigir em seu quintal.

## Elenco principal
- David Arquette	 ...	Chris McCormick
- Kari Wuhrer	 ...	Xerife Samantha Parker
- Scott Terra	 ...	Mike Parker
- Scarlett Johansson	 ...	Ashley Parker
- Doug E. Doug	 ...	Harlan Griffith
- Rick Overton	 ...	Delegado Pete Willis

## Recepção
O público pesquisado pelo CinemaScore deu ao filme uma nota "B-" na escala de A a F.
No consenso do agregador de críticas Rotten Tomatoes diz que "esta homenagem aos filmes B dos anos 50 tem uma primeira metade promissora, mas fica sem ideias na segunda" Na pontuação onde a equipe do site categoriza as opiniões da grande mídia e da mídia independente apenas como positivas ou negativas, o filme tem um índice de aprovação de 48% calculado com base em 145 comentários dos críticos. Por comparação, com as mesmas opiniões sendo calculadas usando uma média aritmética ponderada, a nota alcançada é 5,4/10.
Em outro agregador, o Metacritic, que calcula as notas das opiniões usando somente uma média aritmética ponderada de determinados veículos de comunicação em maior parte da grande mídia, tem uma pontuação de 53/100, alcançada com base em 32 avaliações da imprensa anexadas no site, com a indicação de "revisões mistas ou neutras".